# Teniet En Nasr
Teniet En Nasr là một đô thị thuộc tỉnh Bordj Bou Arréridj, Algérie. Dân số thời điểm năm 2002 là 6.808 người.